# Artek

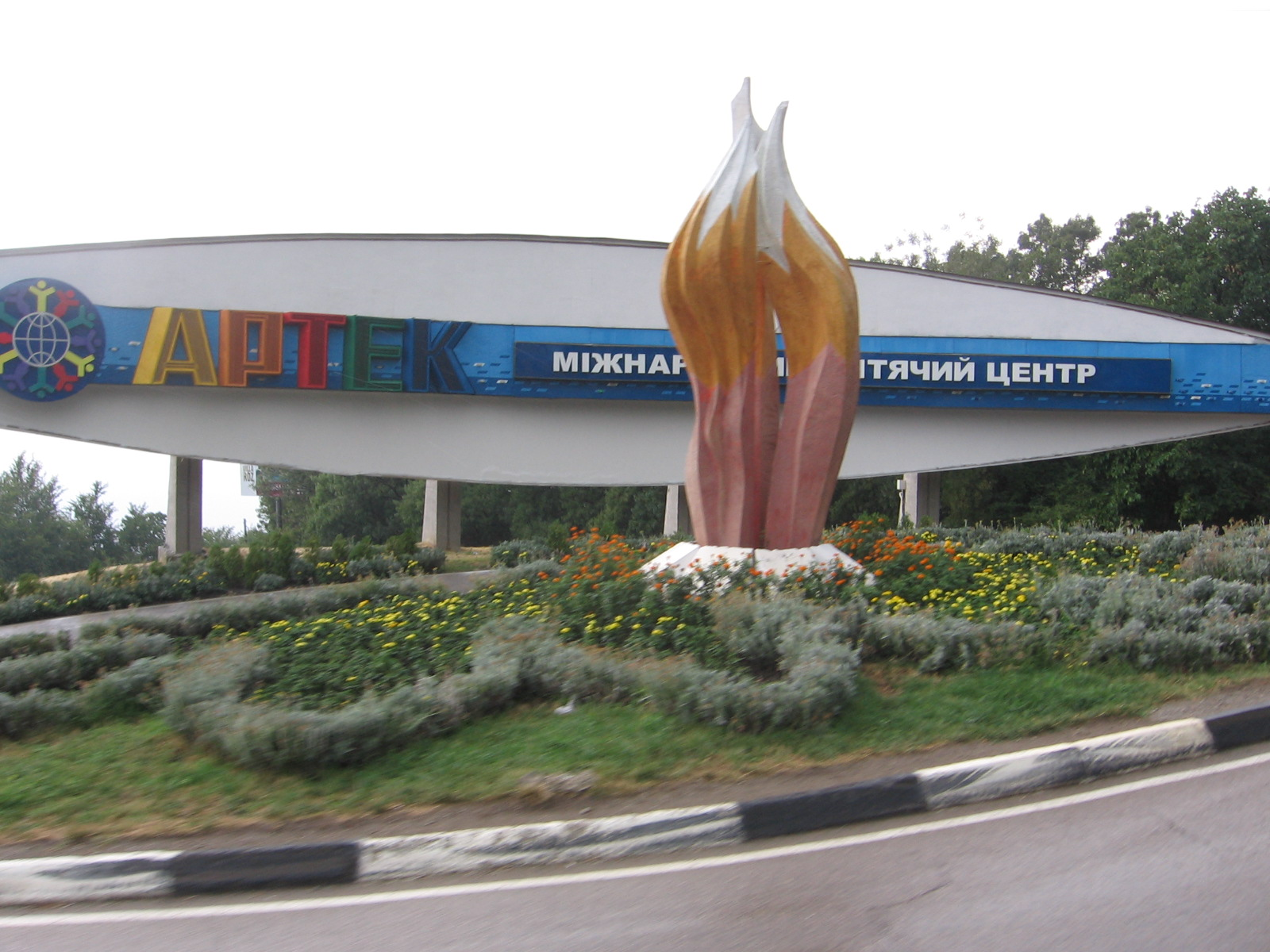
Straßenschild in der Nähe des Lagers

Das Allunions-Pionierlager Artek war das zentrale Pionierlager der Pionierorganisation Wladimir Iljitsch Lenin in der UdSSR. Die Einrichtung befindet sich bei der Stadt Hursuf auf der Halbinsel Krim.

## Geschichte

### Sowjetunion

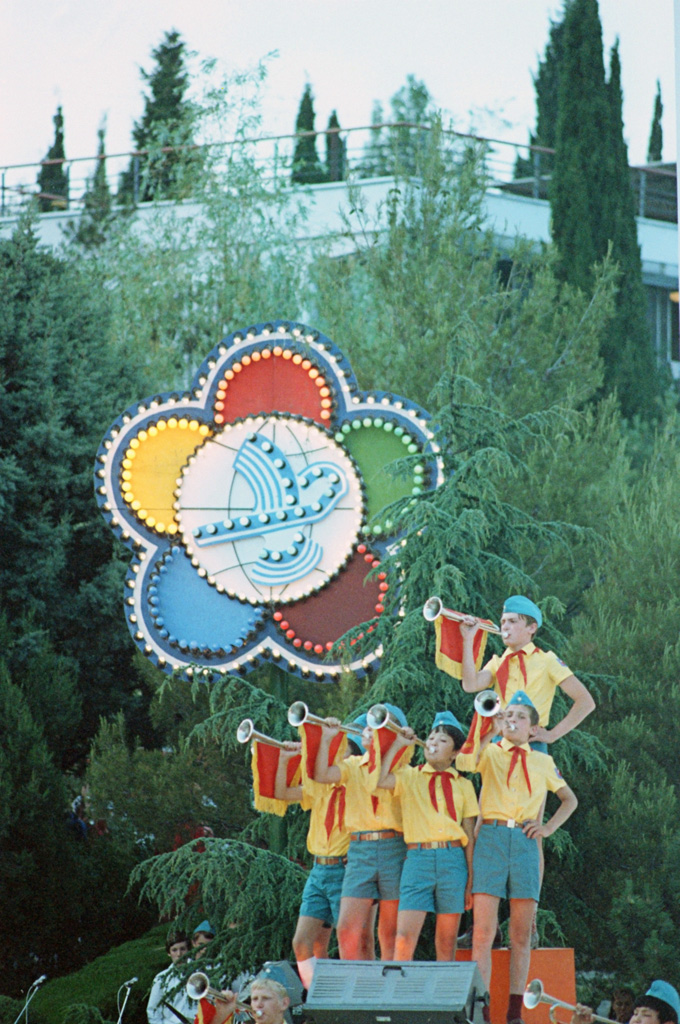
Pionierlager Artek im August 1985

Das Pionierlager wurde am 16. Juni 1925 als „Allunions-Erholungslager für Kinder“ auf dem Gelände des von Wladimir Beresin 1897 angelegten  Kurorts Suuk-Su gegründet und diente zunächst vorrangig der Erholung von Kindern, die an Tuberkulose erkrankt waren. Das Pionierlager Artek wird seit 1961 von der längsten Trolleybus-Linie der Welt bedient. Sie wird von der Gesellschaft Krymskyj trolejbus betrieben und verkehrt zwischen Simferopol, Aluschta und Jalta. Die prägenden Gebäude errichtete ein Architektenkollektiv um Anatolij Poljanskij in den 1960er Jahren nach einem Baukastensystem.
Im Artek wurden Dutzende sowjetische Filme gedreht, so zum Beispiel der Science-Fiction-Spielfilm von 1963 Begegnung im All.

### Ukraine
Im März 1993 wurde es in „Internationales Kinderzentrum,Artek‘“ umbenannt und ist heute allen Kindern zugänglich. Vom 9. bis 21. September 1999 fand dort die fünfte Schacholympiade für U16-Nationalmannschaften statt, die von der Ukraine gewonnen wurde, vom 11. bis 20. September 2000 die sechste U16-Schacholympiade, diesmal von Russland gewonnen. 1996 fand im Artek die Internationale Biologie-Olympiade statt.
Seit 2001 veranstaltet Artek in Zusammenarbeit mit dem Allukrainischen Wohltätigkeitsfonds „Hoffnung und Gutmütigkeit“ und dem Familien-, Jugend- und Sportministerium der Ukraine das internationale Kinder-Festival „Lasst uns die Welt zum Besseren verändern“.
Im Januar 2009 stellte das Lager aus finanziellen Gründen vorübergehend seine Tätigkeit ein, weil nach dem Ende der UdSSR die Besucherzahlen gesunken waren. Pionierferienlager waren bei Jugendlichen nicht mehr beliebt. 2008 kamen knapp 10.000 Gäste, vorwiegend vom ukrainischen Festland und aus Sibirien. Hinzu kam, dass der Aufenthalt in Artek und anderen ehemals sowjetischen Ferienlagern zunehmend teurer wurde. In Sowjetzeiten haben vor allem Parteifunktionäre ihre Kinder in die Ferienlager geschickt und später richtete sich das Ferienangebot der meisten Lager nicht an untere Einkommensschichten. 2009 kostete ein mehrwöchiger Aufenthalt in Artek zwischen 600 und 1.600 Euro. Zwar mussten nur 40 Prozent der Besucher die Kosten vollständig oder teilweise tragen – den Rest übernahm die ukrainische Regierung –, jedoch wurden die Urlaube von ihrer Sozialstruktur her immer elitärer. Dieser Trend setzte sich in anderen Ferienlagern aus der Sowjetzeit fort. So werden etwa im nahe gelegenen Lager Orljonok explizit nur noch „Führungspersönlichkeiten“ erzogen.
Das ukrainische Parlament sicherte die Finanzierung des Lagers, indem es das Feriendorf Ende Januar 2009 in den Status einer Vorbereitungsstätte für die Olympischen und Paralympischen Spiele 2014 erhob. So konnten Mittel zur Vorbereitung ukrainischer Sportler auf internationale Wettkämpfe für den Unterhalt des Lagers verwendet werden. Die Ukraine verpflichtete sich dazu, den Urlaub von mindestens 15.000 Kindern pro Jahr zu bezahlen und erließ dem Lager Schulden in Höhe von 2 Mio. US-Dollar. Das Parlament blockierte zudem Versuche, das Lager zu privatisieren und an Immobilienentwickler zu verkaufen. Das mehr als 200 Hektar große Lager erstreckt sich über ein Gebiet mit schneebedeckten Bergen und Wäldern, die bis zum Meer reichen, und sein Marktwert wurde 2009 auf etwa eine halbe Milliarde US-Dollar geschätzt.

#### Krim-Annexion
Seit der Besetzung und völkerrechtswidrigen Annexion der Krim durch Russland 2014 ist die Halbinsel de facto unter Kontrolle der Russischen Föderation, völkerrechtlich gehört die Krim weiterhin zur Ukraine. Nach der Besetzung enteignete Russland Immobilien und Unternehmen in ukrainischem Staatsbesitz sowie private Grundstücke und Geschäfte von Krimbewohnern (vgl. Annexion der Krim 2014#Enteignungen). Auch das Kinderzentrum Artek wurde in diesem Zusammenhang beschlagnahmt und unter Kontrolle des russischen Staates gestellt. Einwohner der benachbarten Siedlung Hursuf beklagten, dass ein 10 Hektar großes Gebiet aus ihrer Siedlung illegal der Fläche des Ferienlagers zugerechnet und an Russland übergeben wurde. Seitdem patrouillieren bewaffnete Wächter das Lager und gewähren den Einwohnern von Hursuf keinen Zutritt mehr zu der konfiszierten Fläche.
Der Leiter der Lagers wurde nach der Annexion ersetzt. Seitdem hat Alexei Kasprzhak die Position inne. Im Herbst 2014 kündigte er einen Entwicklungsplan mit Investitionen aus dem russischen Staatsetat an. Das Lager sollte in diesem Rahmen um 40 Hektar erweitert, zwei bislang öffentliche Strände dem Lager zugeordnet und 1500 Bewohner umgesiedelt werden.
Im Juni 2016 wurde nach Angaben des russischen Verteidigungsministeriums im Ferienlager ein Zentrum der Kinder- und Jugend-Militär-Erziehungsorganisation Junarmija („Junge Armee“) eröffnet. 2018 startete ein Programm für „zukünftige Kommandeure“, bei dem Jugendliche den Umgang mit Waffen, Karten und Schiffen lernen und psychologisch und körperlich trainiert werden.
Im Juni 2017 besuchten auf Einladung der Junarmija syrische Jugendliche das Feriendorf. Die drei Kinder von Baschar al-Assad hielten sich 2017 im Ferienlager auf.

## Benennungen
Nach Artek ist der 1969 entdeckte Asteroid (1956) Artek benannt. Zahlreiche Städte der ehemaligen Sowjetunion (Moskau, Woronesch, Rostow am Don, Donezk, Wladiwostok u. a.) tragen Straßennamen zu Ehren des Pionierlagers Artek.